# Leo Lasko

Leo Lasko um 1920

Leo Lasko, eigentlich Leo Schlamme (* 25. Juni 1885 in Hamburg; † 10. Januar 1949 in London-Kensington, Vereinigtes Königreich), war ein deutscher Filmregisseur, Theaterschauspieler und Drehbuchautor.

## Leben und Wirken
Er wuchs in München auf, wo er drei Semester Ingenieurwissenschaften studierte. Dann wurde er Schauspieler bei einer Wanderbühne und trat zuletzt in Leisnig auf. Im Oktober 1906 erhielt er ein festes Engagement an den städtischen Bühnen von Eckernförde. Ab 1907 spielte er in Erfurt, Amsterdam und Leipzig.
Seit 1912 lebte er in Berlin, wo er zunächst am Studienhaus in Charlottenburg als Sänger arbeitete. Ab 1913 wirkte er als Kleindarsteller in Filmen mit und konnte 1914 mit Zum verliebten Kakadu seine erste Filminszenierung verwirklichen. 1917 bis 1918 war er Kriegsteilnehmer.
Nach Kriegsende nahm er seine Regiearbeit wieder auf. Lasko schuf Filme der verschiedensten Art, besonders erfolgreich waren die Sensationsdarbietungen mit dem Amerikaner Eddie Polo als Hauptdarsteller. Eineinhalb Jahre war er mit dem zweiteiligen Dokumentarfilm Der Weltkrieg beschäftigt, dem er 1929 den Spielfilm Scapa Flow folgen ließ.
Nach der Machtübernahme der Nationalsozialisten 1933 ging der als „nicht arisch“ klassifizierte Lasko kurz nach Paris, kehrte aber dann nach Deutschland zurück. 1936 emigrierte er endgültig nach England, wohin ihm seine Familie ein Jahr später folgte. Im Juli 1938 wurde er aus der Reichsfilmkammer ausgeschlossen. Unmittelbar zuvor hatte er in London eine Firma gegründet, die sich auf die Herstellung von Haarfärbemitteln spezialisierte. Am 3. Mai 1948 wurde Leo Lasko britischer Staatsbürger. Er starb am 10. Januar 1949 und wurde zwei Tage später im Stadtteil Kensington and Chelsea beerdigt.
Leo Lasko war der Vater des 2003 verstorbenen Kunsthistorikers Peter Lasko.

## Filmografie
als Regisseur, wenn nicht anders angegeben:
- 1914: Zum verliebten Kakadu
- 1917: Jan Vermeulen, der Müller aus Flandern (nur als Darsteller)
- 1918: Dem Licht entgegen (nur Drehbuch)
- 1919: Die Sünderin
- 1919: Die Pantherbraut
- 1919: Der lustige Ehemann
- 1919: Vendetta (nur Drehbuch)
- 1919: Der Dolch des Malayen
- 1920: Tamburin und Castagnetten
- 1920: Das rosa Trikot
- 1920: Indische Rache
- 1920: Die Frau ohne Seele
- 1920: Va banque
- 1920: Lebenshunger
- 1920: Schneider Wibbel (nur Drehbuch)
- 1920: Auri Sacra Fames, 1. Teil: An der Liebe Narrenseil
- 1920: Auri Sacra Fames, 2. Teil: Das Testament eines Exzentrischen
- 1921: Der Sträfling von Cayenne (auch Drehbuch)
- 1921: Satansketten
- 1921: Der Totenklaus (nur Drehbuch)
- 1921: Das begrabene Ich
- 1921: Pariserinnen (auch Drehbuch)
- 1925: Menschen am Meer
- 1927: Der Weltkrieg, 1. Teil – Des Volkes Heldengang
- 1928: Hände hoch, hier Eddy Polo
- 1928: Der gefesselte Polo
- 1928: Der Weltkrieg, 2. Teil – Des Volkes Not
- 1930: Scapa Flow (auch Drehbuch)
- 1930: Das Land des Lächelns (nur Co-Drehbuch)
- 1931: Die Frau – Die Nachtigall
- 1931: Schuberts Frühlingstraum (nur Drehbuch)
- 1932: Nacht der Versuchung (auch Drehbuch)
- 1933: Es war einmal ein Musikus (nur Drehbuch)